# 常滑競艇場
常滑競艇場（とこなめきょうていじょう）は、愛知県常滑市にある競艇場である。

## 概要

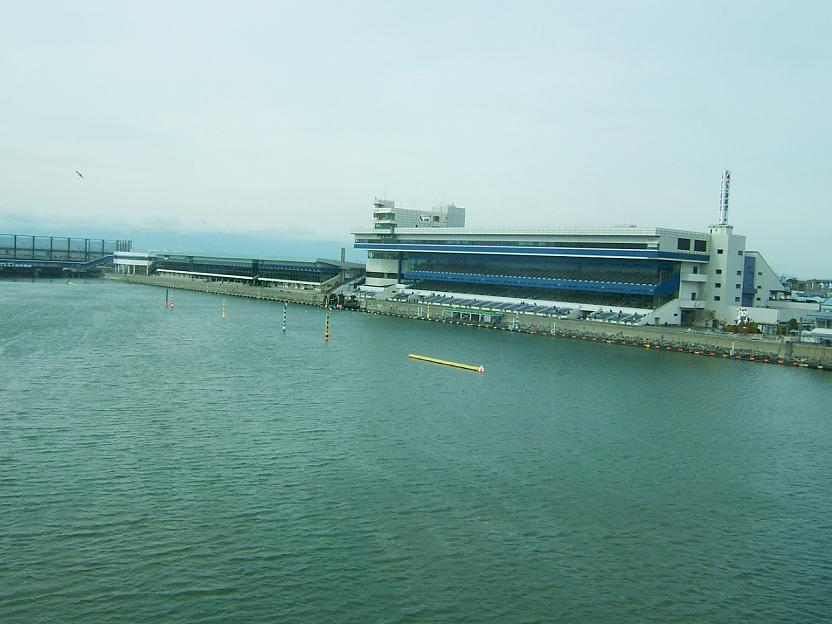
名鉄空港線の高架から

1953年（昭和28年）7月20日に開場。キャッチコピーは「とことんハッピー」。
通称は、BOAT RACEとこなめ。2009年（平成21年）までとこなめボートを通称としていた。
主な開催は所在地である常滑市であるが、1964年（昭和39年）まで半田競艇場にて競走を主催していた隣接の半田市も年間24日間主催者となる。当初は1マーク側から向正面にかけて伊勢湾とすぐ隣接するレイアウトであったが、中部臨空都市の埋め立てが進んだため海からの距離が離れた。
指定席の販売は第8競走までであり、ナイター場外の際の指定席利用は不可（指定席の利用自体はその後も可能）、また競艇場の入場料も第9競走以降は払わなくても良い。常滑市が焼き物の町であるため、場内に大きな招き猫の焼き物が置いてある。かつては常滑市に本社を設けていたINAX（現・LIXIL）の陶芸ルームも設けられていたが、2012年（平成24年）1月末をもって廃止されている。
2021年（令和3年）9月26日、観戦スタンドの建て替えに伴いスタンド内の飲食店8店が閉店。一部は11月6日にオープンする新設スタンドに移るが大半の店は閉店となった。
常滑開催のレースを主に発売をする場外発売場は、愛知県のボートピア名古屋およびオラレセントレア（中部国際空港内）、宮城県のボートピア川崎である。以前はボートピア等で購入した舟券は当競艇場では払い戻しができなかったが、2013年（平成25年）4月1日から全国総合払戻サービス「どこでもはらいおん」導入により可能になった。
マスコットは招き猫の「トコタン」。もともと競艇場のマスコットキャラクターとして2001年（平成13年）に登場したが、2014年（平成24年）の市制60周年を記念して常滑市の公式マスコットキャラクターに昇格した。
レース実況は、2025年4月の開催より山口新之輔が担当。2023年5月～2025年3月は中井聖和や伊藤政昭、桐生競艇場のメイン実況の高石順成らが担当していた。2023年4月迄はメディアターナー所属のアナウンサーで、メインは山田智彦が担当、2020年度まで他のSG・プレミアムGIの地上波中継担当時には、現地実況は丸亀競艇場担当の梶西達が代行し、また本場でSG・プレミアムGIが開催される場合には、地上波向けと現地の2体制に分けて行った。2022年4月から2023年3月迄は浜名湖競艇場でメイン実況を務めていた山口新之輔や蒲郡競艇場でメイン実況担当の高橋貴隆が実況に携わっていた。2023年4月で山田・高橋・山口の3者はメディアターナーを退社している。山田は2023年4月から常滑競艇場の公式YouTubeチャンネルの実況を担当、2023年11月には蒲郡競艇場で代理実況を担当している。

## コース概要

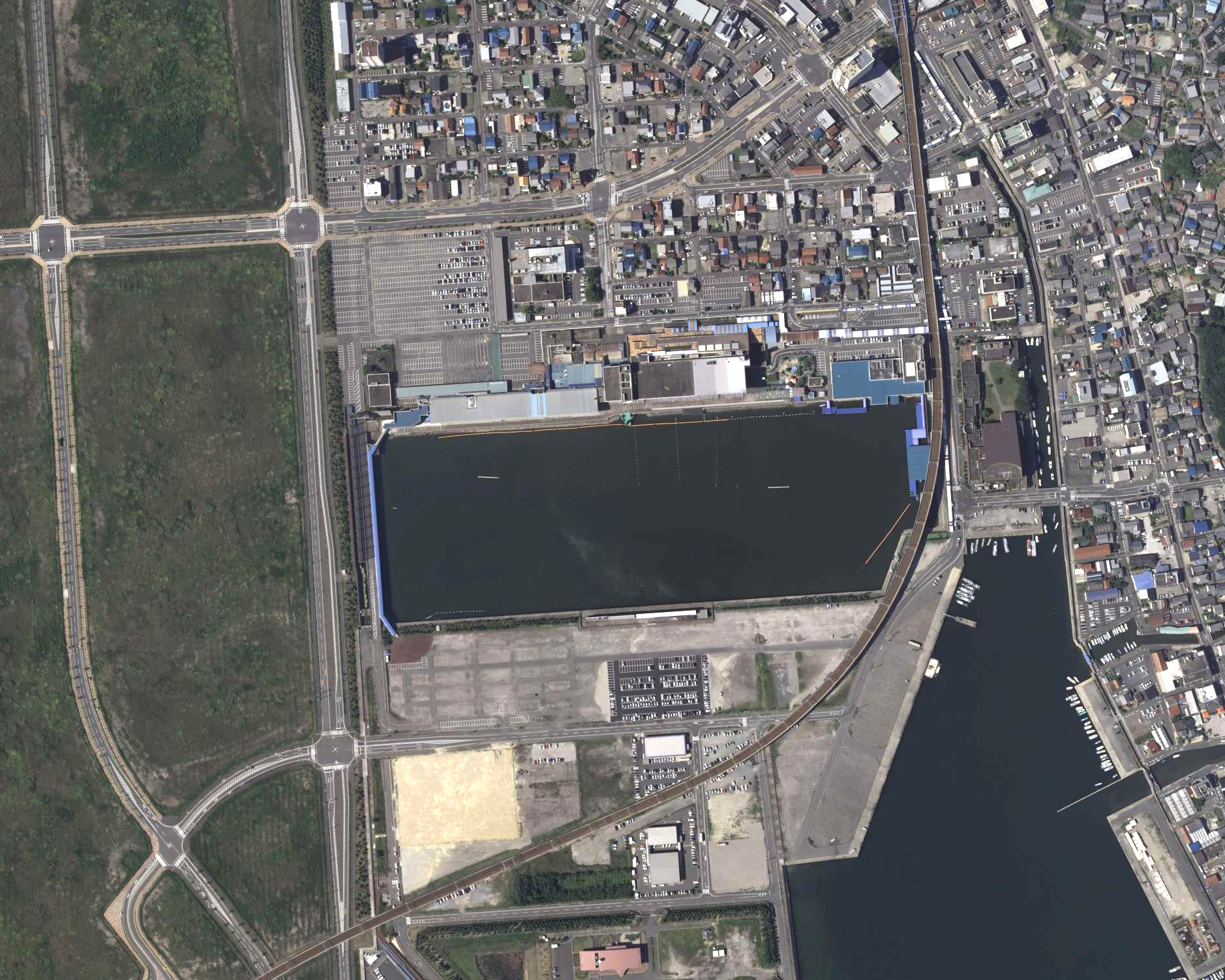
常滑競艇場周辺の空中写真。2010年8月18日撮影。。

競走水面は海で、水質は海水。但し水門が設けられており、前検日の干潮で締め切られレース時は海と遮断されているため、潮の満ち引きの影響は少ない。バックストレッチ側の幅は非常に広く、名鉄線の車窓から眺めるとターンマークがとても小さく見える。イン優勢の流れは他の競艇場同様変わらないが、他の競艇場とは異なり企画レース等が実施されていない事から、コース不問の多彩な決まり手が出やすい競艇場でもある。先頭の選手が2周2マークに入るとジャンが鳴る。
モーターは従来標準型が使用されてきたが、2009年（平成21年）12月から減音型モーターを使用している。
2014年（平成26年）12月13日開催分より、人身事故発生時の衝撃緩和を目的とした出力低減モーターヤマト331型が、全レースコースに先駆けて導入された。
伊勢湾から近く、一年を通して伊勢湾の方向から比較的強い西風（スタート地点から見て向かい風）が吹くために競走水面西側には防風ネットが設置されている。この強風の影響により、フライングの頻度が高く、2012年（平成24年）11月14日にはマーメイドグランプリ（GI）準優勝戦で5艇がフライングし、レースが不成立となった。

## ギャラリー

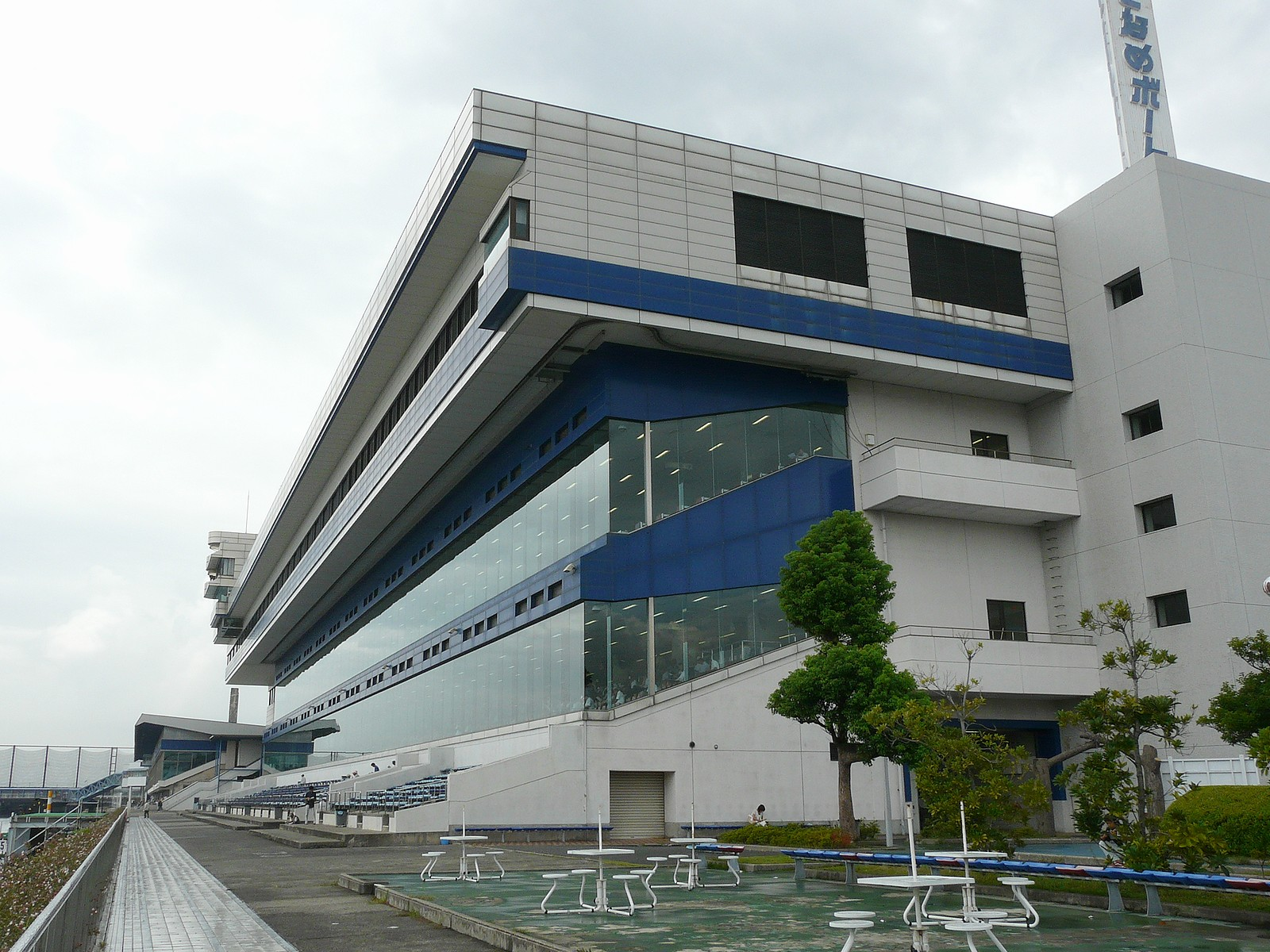
観客席
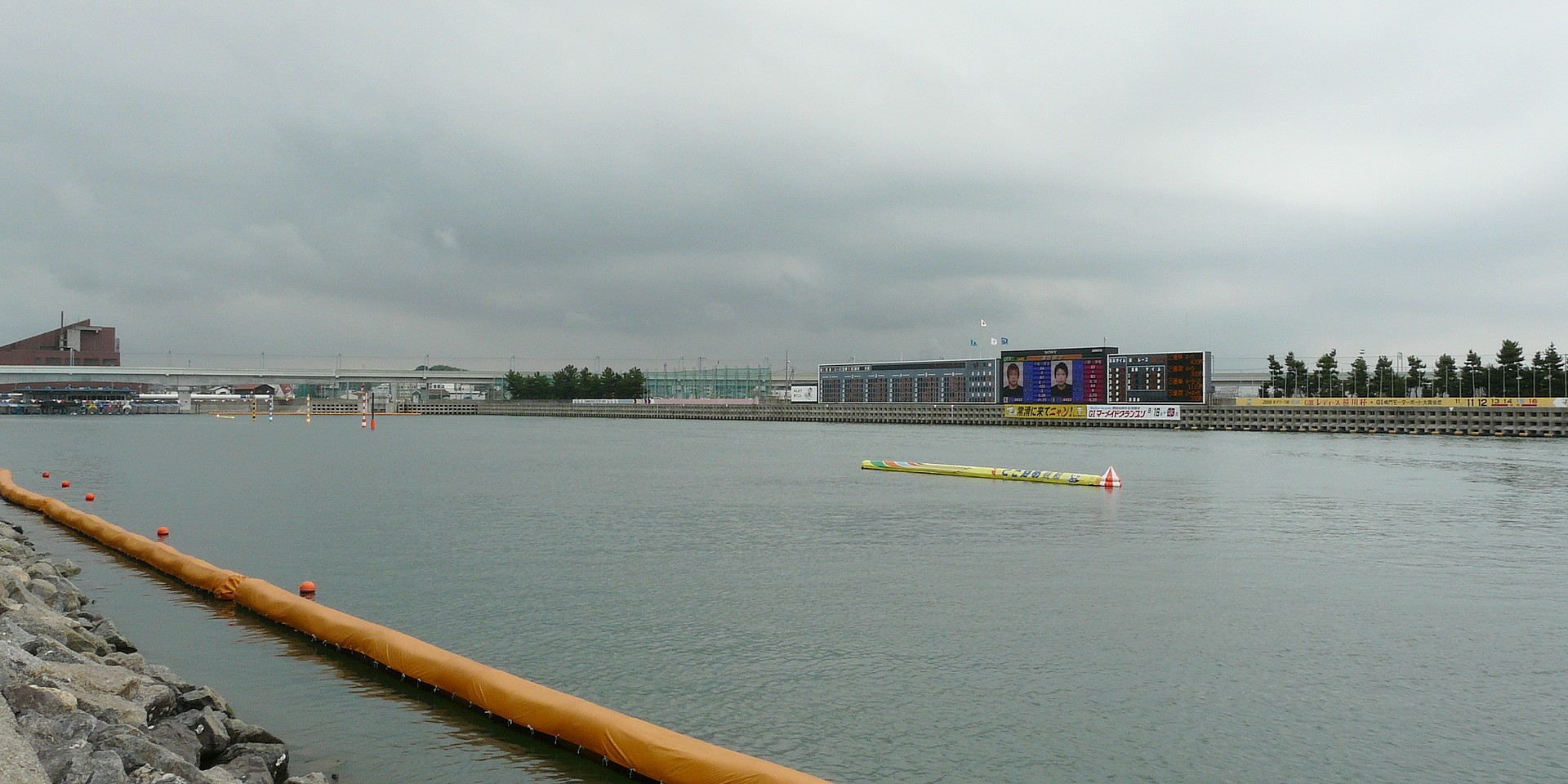
水面
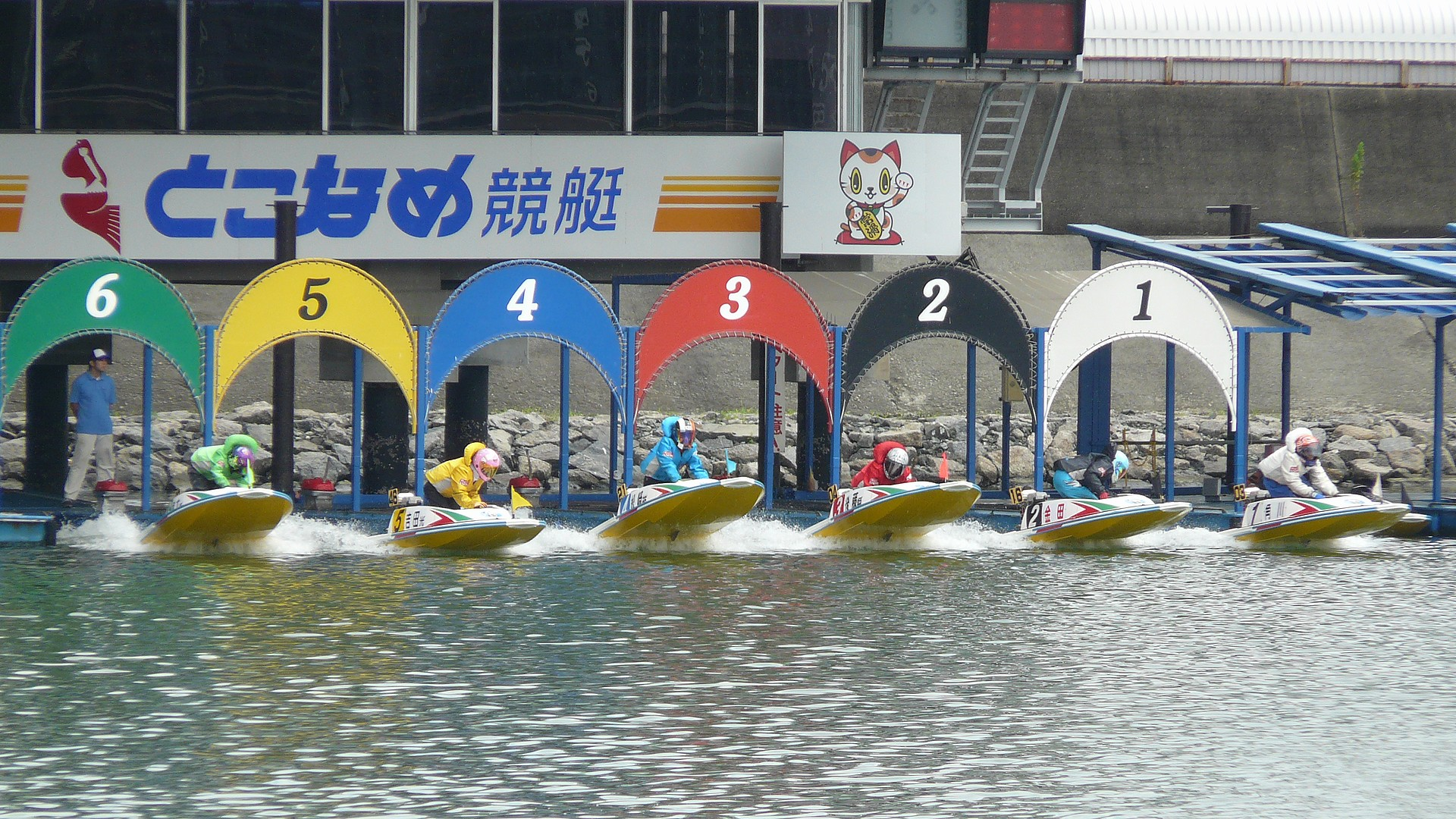
発走ピット
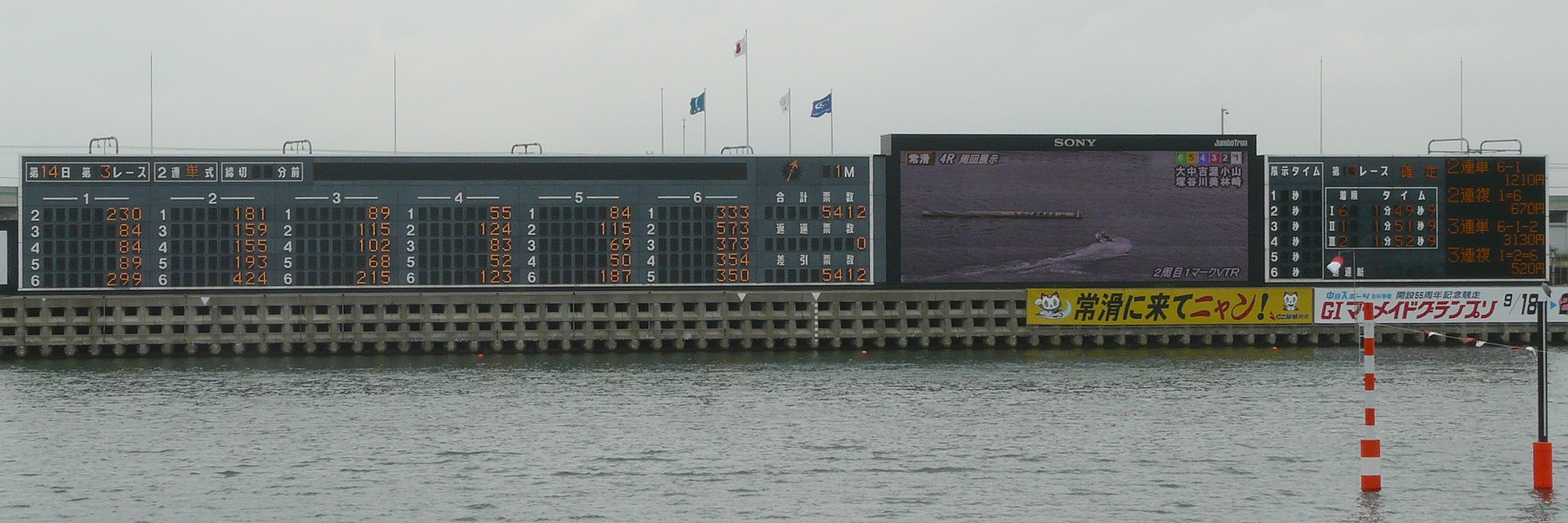
電光掲示板

## 主要開催競走
マスコットのトコタンにちなんで「トコタン特別」、周年記念 (GI) のタイトルは「トコタンキング決定戦」。1954年から1962年までは「水の王者決定戦」、1963年から1964年までは「全国争覇特別競艇」、1965年から1996年までは「全国争覇特別競走」、1996年から2014年までは「マーメイドグランプリ」の名称で行われていた。
企業杯 (GIII) として、「INAX杯とこなめ大賞」が行なわれている。また年に1回、東海地区で持ち回りの企業杯 (GIII) として、「中日カップ」が行なわれている。
新鋭リーグ戦の名称は若獅子杯。女子リーグ戦の名称はレディース笹川杯。正月には新春特別競走、ゴールデンウィークにはチャンピオン大会、お盆には名鉄杯争奪納涼お盆レースが行なわれている。ただし、近年当地では女子リーグ戦の開催頻度が少なくなっており、同競走がない年度には、オール女子競走（格付けは一般戦）にレディース笹川杯のタイトルが付けられている。

## SG開催実績
| 年度 | 競走名                                       | 優勝者     | 登番 | 出身 |
| ---- | -------------------------------------------- | ---------- | ---- | ---- |
| 1967 | 第13回モーターボート記念競走                 | 竹内淳麿   | 1348 | 愛知 |
| 1974 | 第9回総理大臣杯競走                          | 彦坂郁雄   | 1515 | 千葉 |
| 1975 | 第2回笹川賞競走                              | 北原友次   | 1481 | 岡山 |
| 1980 | 第26回モーターボート記念競走                 | 栗原孝一郎 | 2324 | 埼玉 |
| 1984 | 第19回総理大臣杯競走                         | 増沢良二   | 2582 | 群馬 |
| 1994 | 第41回全日本選手権競走                       | 植木通彦   | 3285 | 福岡 |
| 1997 | 第24回笹川賞競走                             | 植木通彦   | 3285 | 福岡 |
| 2001 | 第48回全日本選手権競走                       | 滝沢芳行   | 3381 | 埼玉 |
| 2005 | 第32回笹川賞競走                             | 植木通彦   | 3285 | 福岡 |
| 2009 | 第12回競艇王チャレンジカップ競走             | 原田幸哉   | 3779 | 愛知 |
| 2013 | 第23回グランドチャンピオン決定戦             | 太田和美   | 3557 | 奈良 |
| 2014 | 第61回ボートレースダービー(全日本選手権競走) | 仲口博崇   | 3554 | 愛知 |
| 2019 | 第24回オーシャンカップ                       | 瓜生正義   | 3783 | 福岡 |
| 2022 | 第69回ボートレースダービー                   | 馬場貴也   | 4262 | 京都 |

## 外向発売所（ウィンボとこなめ）
2009年6月23日にスタンドとレースコースをはさんで反対側の南駐車場付近に外向発売所「ウィンボとこなめ」が開設された。今までの発売所は西入場門の東側にあったが、仮設のため専用駐車場が狭く、多客時には周辺の道路が駐車場に入ろうとする自動車であふれていた。常滑競艇場内で発売をしていないレースも取り扱っており、本場（常滑競艇）の開催日・非開催日を問わずナイターレースを含めて一日最大6場を発売する（オラレセントレアと同一競走を発売する）。2014年10月4日に増築完成。

## アクセス
- 名鉄常滑線・空港線 常滑駅から徒歩5分[1][2][14]。
- 知多バス　半田・常滑線ボートレース北バス停より徒歩3分。
- 知多横断道路 常滑インターチェンジより5分。無料駐車場約3000台あり[14]。
- 以前は愛知県内各地より無料ファンバスが運行されていたが、2015年3月末で一度廃止された。
- 2022年10月1日よりファンバスを常滑市コミュニティバス（Gruun・グルーン）として運行されている。

## 広報・関連メディア

### 現在
CM
- 重賞レース開催前などを中心に地元民放AMラジオ局（東海ラジオ、CBCラジオ）で、露の慎悟が案内している。しかし2009年頃からは、TVCMにも出演している常滑のマスコットキャラクター「トコタン」が出演するラジオCMのみが放送されることが増えた。
- テレビCMは重賞レースを中心に地元民放テレビ局などで放送されている。

レース放映
- 日本レジャーチャンネル
- とこなめ競艇チャンネル（知多半島ケーブルネットワーク）
  - 2011年11月18日より開催の一般レース「とこなめもっと×2盛り上げ隊!!競走」より16:9のHV対応となり、インターネット配信も含め上下に黒帯がつく。オッズ画面は戸田競艇場と同じ配色で、画面下に直前情報（展示タイム・スタート展示など）が放映される。
- にゃんこの目（ボートレースとこなめ公式Youtubeチャンネル）
  - 2022年2月20日配信開始[15]。主に元競艇選手の鵜飼菜穂子と講談師の旭堂南鷹が進行役を務める。

展望・予想番組
- とこなめ競艇結果（知多半島ケーブルネットワーク）
  - 放送日に行われた全レースをダイジェスト形式で振り返った後、吉田弘明による翌日のレース展望（最終日は次節展望）が行われる。

雑誌
- BOATBoy
  - 2007年8月号より指定席、入場券が各一枚がついている。

### 過去
ボートタイム（テレビ愛知）
- 毎週土曜日の早朝に放送されていたレース予想番組。当日開催のメインレースを中心に中日スポーツの記者が展開予想やおすすめの買い目を紹介していた。
- 2010年度のG1マーメイドグランプリからSKE48をイメージキャラクターに起用した。2010年度は「とこなめもっと盛り上げ隊!!」、2011年度は「とこなめもっと×2盛り上げ隊!!」として広報・宣伝活動が行われた。なお、この期間中は各レースごとに発走を告知する映像にも採用されていた。

## エピソード
- ボートレースとこなめの食堂にあった「とり伊」で提供されていた「どて丼」は常滑名物として紹介されることもあった[16]。2021年（令和3年）秋の観戦スタンドの建て替えに伴い閉店したが、「とり伊」は2022年11月7日に常滑市大野町にリニューアルオープンし「どて丼」の提供を続けることになった[16]。
- 2021年6月26日朝、レース前の点検作業中に大時計の手前45メートル地点にある空中線を支えるポールが折れて水没し、開催が中止となった[17][18]。